# Turbicellepora camera
Turbicellepora camera is een mosdiertjessoort uit de familie van de Celleporidae. De wetenschappelijke naam van de soort is voor het eerst geldig gepubliceerd in 1978 door Hayward.